# Ogrin
Ogrin je priimek več znanih Slovencev:
- Aleš Ogrin, predsednik Društva barmanov Slovenije
- Anton Ogrin (1896—1982), bančnik, ekonomist
- Darko Ogrin (*1960), geograf, univ. prof.
- Dušan Ogrin (1929—2019), agronom, krajinski arhitekt, univ. profesor
- Fran Ogrin (1880—1958), pravnik, politik in publicist
- France Ogrin, alpinist/častnik za zvezo med 2.sv.v.?
- Gustav (Avgust) Ogrin (1900—1962), arhitekt, restavrator = alpinist /reševalec?
- Ivan Ogrin (1875—1951), stavbenik, podjetnik, publicist, obrtni organizator
- Jadran Ogrin (*1948), zabavni glasbenik, pevec, skladatelj, producent
- Janez Ogrin (1923—2008), duhovnik, izseljenski literat, častni prelat
- Katja Ogrin, umetnostna zgodovinarka, kustosinja (CD)
- Marino Ogrin, nosilec bronaste medalje Slovenske vojske
- Mija (Marija) Ogrin, arheologinja, muzealka
- Marjan Ogrin (1942—2014), zabavnoglasbeni trobentač, skladatelj, ur.
- Maša Ogrin, arhitektka
- Matej Ogrin (*1975), geograf
- Matija Ogrin (*1967), literarni zgodovinar, kritik in publicist
- Miran Ogrin (1914—1985), novinar, potopisec, prevajalec
- Olga Ogrin (*1920), 105-letnica, menedžerka Kamelenonov...
- Peter Ogrin (*1965), oblikovalec
- Petra Vide Ogrin, vodja Biblioteke SAZU
- Rafael Ogrin (1885—1966), zgodovinar
- Roman Ogrin (1931—1984), politični delavec (=? košarkarski pedagog in trener)
- Simon Ogrin (1851—1930), slikar, ilustrator, freskant, publicist
- Tomaž Ogrin, pevec
- Tomaž Ogrin (*1940), kemik, ekolog, razikovalec